# Grünberg
Grünberg è una città tedesca di 13 930 abitanti,, situata nel land dell'Assia.